# Xichang (köping)
Xichang (kinesiska: 西昌镇, 西昌) är en köping i Kina. Den ligger i provinsen Hainan, i den södra delen av landet, omkring 79 kilometer söder om provinshuvudstaden Haikou. Antalet invånare är 7 584. Befolkningen består av 3 634 kvinnor och 3 950 män. Barn under 15 år utgör 25,0 %, vuxna 15-64 år 63 %, och äldre över 65 år 11,0 %.
Genomsnittlig årsnederbörd är 2 294 millimeter. Den regnigaste månaden är september, med i genomsnitt 368 mm nederbörd, och den torraste är januari, med 20 mm nederbörd.